# Вильгельми, Людвиг Фердинанд
Людвиг Фердинанд Вильгельми (нем. Ludwig Ferdinand Wilhelmy; 25 декабря 1812, Штаргард, Померания — 18 февраля 1864, Берлин) — немецкий физик и физико-химик. В 1850 году он опубликовал первое количественное исследование химической кинетики.

## Биография
Вильгельми изучал фармацию в Берлинском университете, а затем взял на себя управление аптекой своего отца в Штаргарде. Поскольку он хотел заниматься наукой, в 1843 году он продал свою аптеку и изучал химию и физику в Берлине, Гиссене и Гейдельберге. В 1846 году он получил докторскую степень в Гейдельберге («Теплота как мера сродства»). После этого он был в Италии и в Париже, где слушал лекции Анри Виктора Реньо. С 1849 по 1854 год он был приват-доцентом в Гейдельберге (где он исследовал вращение плоскости поляризации в различных веществах и тепловое излучение), полгода жил в Мюнхене, а затем работал в Берлине, где занимался философией, физикой и математикой.
Вильгельми изучал расщепление тростникового сахара кислотами на смесь фруктозы и галактозы, которую он наблюдал с помощью поляризатора. Он описал реакцию с помощью дифференциального уравнения и обнаружил, что скорость реакции пропорциональна концентрации тростникового сахара и кислоты. Он также изучал влияние температуры. В то время исследованиям уделялось относительно мало внимания, но только в связи с работами Якоба Хендрика Вант-Гоффа и Сванте Аррениуса в конце XIX века.
Марселен Бертло предпринял аналогичные эксперименты с Пеаном де Сен-Жилем по гидролизу сложных эфиров в начале 1860-х годов, что повлияло на появление закона действующих масс Катона Максимилиана Гульдберга и Петера Вааге (1864) (но их работе долгое время уделялось мало внимания).
Его именем назван также метод измерения поверхностного натяжения (пластина Вильгельми, уравнение Вильгельми), при котором тонкая пластинка (полностью смоченная жидкостью) вытягивается из жидкости и измеряется сила.
Будучи студентом, он принял участие в физическом коллоквиуме Генриха Магнуса в Берлине и в 1845 году вместе с другими участниками основал предтечу Немецкого физического общества. По возвращении в Берлин он снова активно участвовал в общественной жизни и в 1855 году пожертвовал премию за ответ на вопрос о механическом эквиваленте тепла. Приз достался Густаву-Адольфу Хирну в Логельбахе близ Кольмара в 1857 году (в числе судей был Рудольф Клаузиус). Он подружился с Георгом Квинке.(впоследствии профессор в Гейдельберге) и вместе с ним руководил частной физической лабораторией с 1860 по 1864 год в его доме на Anhaltisches Tor в Берлине. У Вильгельми также была вилла в Гейдельберге в качестве летней резиденции. Там и в своем берлинском доме он предпринял свои эксперименты по капиллярности, которые он не смог завершить, так как неожиданно умер от пневмонии в 1864 году.

## Научные труды
- Viktor A. Kritsman: Ludwig Wilhelmy, Jacobus H. van’t Hoff, Svante Arrhenius und die Geschichte der chemischen Kinetik, Chemie in unserer Zeit, Band 31, Nr. 6, 1997, S. 269—300 (Людвиг Вильгельми: О законе, по которому происходит действие кислот на тростниковый сахар (1850 г.), классик Оствальда 29, Лейпциг 1891 г., с биографическими данными Георга Квинке, Архив, (первый Аннален дер Physik und Chemie 81, стр. 413—433 и стр. 499—532 (1850))).